# Venom – Az utolsó menet
A Venom – Az utolsó menet  (eredeti cím: Venom: The Last Dance) 2024-ben bemutatott amerikai szuperhősfilm, amely a Marvel Comics antihősén, Venomon alapul. A filmet a Columbia Pictures producerelte, míg a Sony Pictures Releasing forgalmazta. A film a Sony Pókember Univerzumának (SSU) ötödik filmje. A film a Venom (2018) és a Venom 2. – Vérontó (2021) folytatása, egyben a Venom trilógia utolsó része. A filmet Kelly Marcel rendezte és írta, valamint ő és Tom Hardy alkották meg a történetet.
Hardy még 2018 augusztusában fedte fel, hogy három darab Venom filmre szerződött le. Hardy 2021 decemberében jelentette be, hogy elindult a harmadik film fejlesztése a második film bemutatása után. Marcel és Hardy még 2022 júniusában kezdték el megírni és kidolgozni a történetet és a forgatókönyvet, Marcel pedig októberben foglalta el a rendezői széket. A filmet 2023 júniusában kezdték el forgatni Spanyolországban.
A filmet az Egyesült Államokban 2024. október 25-én, míg Magyarországon egy nappal korábban, 2024. október 24-én mutatták be a mozikban.

## Cselekmény
Eddie Brock és Venom részegen egy mexikói bárban vannak, miután legyőzték Vérontót. Eddie Patrick Mulligan meggyilkolása miatt nemzetközi címlapokra kerül és az első számú gyanúsított lesz. Ezért New Yorkba indul és megpróbálja tisztára mosni a nevét.
Eddie és Venom tud róla, hogy egy Xenophage nevű lény elkezdte követni őket. A közelmúlt eseményei felkeltik Rex Strickland, egy katona figyelmét, aki az Imperiumot felügyeli, egy kormányzati műveletet a hamarosan feloszlatandó 51-es körzet helyén, amely a Földre került más szimbióták elfogására és tanulmányozására szolgál. Mulligan, akiről kiderül, hogy túlélte a Vérontóval való találkozását, elfogják. Összekötik a sok befogott szimbióta egyikével, és az Imperium kutatói, Dr. Teddy Payne és Sadie Christmas kikérdezik, hogy megtudják, mi a szimbióták célja a Földön, mielőtt Strickland parancsot kap Venom elpusztítására.
Eddie-t és Venomot, miközben egy New Yorkba tartó repülőgép oldalára tapadnak, megtámadja az őket követő Xenophage, és kénytelenek egy sivatagi mezőre zuhanni. Venom elmagyarázza Eddie-nek, hogy a Xenophage-okat Knull, a szimbióták teremtője szabadította az univerzumba, hogy visszaszerezze a kódexet, amelyet akkor kovácsolnak, amikor egy szimbióta feltámasztja gazdatestét. Ezzel lehet kiszabadítani Knullt a börtönből, ahová a szimbióták régen bezárták. Mivel Venom egyszer már felélesztette Eddie-t, most nála van a kódex. Eddie miután Strickland és csapata rajtaütött, miközben épphogy megmenekült tőlük és a Xenophage-től, találkozik Martin Moon-nal és utazó hippi és idegenrajongó családjával, akik felajánlják neki, hogy ingyen elviszik Las Vegasba. Közben Mulligan új szimbiótája tájékoztatja Stricklandet Knull szándékairól a kódexszel, amelyet csak akkor lehet megsemmisíteni, ha Eddie vagy Venom meghal.
Las Vegasba érkezve Eddie és Venom összefutnak Mrs. Chennel egy kaszinóban és Venom táncra perdül vele, mielőtt a Xenophage újra megjelenne. Strickland csapata megérkezik, elválasztja Venomot Eddie-től és az 51-es körzetbe viszi őket, ahol Eddie újra találkozik Mulligannel. Sadie kiszabadítja Venomot, aki újra összekapcsolódik Eddie-vel, miután Strickland lelőtte. Ez a Xenophage-ot a bázisra vonzza, és megöli Mulligan-t. Venom kiszabadítja a többi bezárt szimbiótát, akik Sadie-vel és más gazdatestekkel összekapcsolódnak, hogy harcoljanak a Xenophage ellen, aki jelezte Knullnak, hogy megtalálták a kódexet. Knull további Xenophage-okat küld a portálokon keresztül a Földre, elnyomva a szimbiótákat. Venom rájön, hogy fel kell áldoznia magát, hogy elpusztítsa a kódexet és megmentse az univerzumot, egyesül a Xenophage-okkal, savas tartályokba vezeti őket, és elbúcsúzik Eddie-től, mielőtt kilöki őt, miközben a halálosan megsebesült Strickland felrobbantja a gránátjait, hogy elpusztítsa őket. Payne egy szimbiótával összekapcsolódik, hogy megmentse Sadie-t a robbanástól, miközben Eddie eszméletlenül összeesik, miközben a bázis leég.
Eddie később egy kórházban ébred fel, ahol egy katonai tisztviselő közli vele, hogy az 51-es körzetben Venommal együtt elkövetett tetteiért kegyelmet kapott, azzal a feltétellel, hogy titokban tartja a történteket. New Yorkba érkezve Eddie a Szabadság-szobrot bámulja, miközben Venomra emlékszik.
A stáblista közepén Knull kijelenti, hogy Venom bukása után az univerzum nincs többé biztonságban. A stáblista végén egy pánikba esett csapos menekül az 51-es körzet leégett maradványaiból, miközben egy fekete csótány mászik ki a romok közül egy törött fiola mellett, amely korábban a Venom szimbióta mintáját tartalmazta.

## Szereplők
| Szereplő            | Színész          | Magyar hang     | Leírás |
| ------------------- | ---------------- | --------------- | --- |
| Eddie Brock / Venom | Tom Hardy        | Király Attila   | Oknyomozó újságíró, a Venom nevű szimbióta gazdája, aki egy emberfeletti képességekkel rendelkező erőszakos űrlény.          |
| Rex Strickland      | Chiwetel Ejiofor | Kálid Artúr     | Katona, aki követi Brockot és Venomot, illetve megpróbálja elfogni a szimbiótát.                                             |
| Dr. Teddy Payne     | Juno Temple      | Ágoston Katalin | Tudós, fél karjára lebénult. Eddie-t és Venomot követi, később pedig egy Agony nevű lila színű szimbióta gazdatestévé válik. |
| Martin Moon         | Rhys Ifans       | Schnell Ádám    | Hippi és földönkívüli-rajongó                                                                                                |
| Patrick Mulligan    | Stephen Graham   | Széles Tamás    | Nyomozó, aki korábban találkozott Brockkal, és egy Toxin nevű szimbióta gazdája.                                             |
| Mrs. Chen           | Peggy Lu         | Román Judit     | Eddie és Venom állandó vásárlóhelyének eladója.                                                                              |
| Sadie Christmas     | Clark Backo      | Kis-Kovács Luca | Az Imperium kutatója, aki átmenetileg Venommal egyesül, majd később egy zöld színű, négy csápú szimbióta gazdatestévé válik. |
| Újhold              | Alanna Ubach     | Solecki Janka   | Martin felesége és hippi társa.                                                                                              |
| Knull               | Andy Serkis      | Bognár Tamás    | A szimbióták királya. |
| Visszhang           | Hala Finley      | Kobela Kíra     | Martin gyerekei. |
| Lomb                | Dash McCloud     | Tanka Dániel    | Martin gyerekei. |
| Pultos              | Cristo Fernández | Bergendi Áron   | Báros. |
| Dr. Dan Lewis       | Reid Scott       | Adorjáni Bálint | Az Imperium vezetője |

### Magyar változat
- Főcím: Harcsik Róbert
- Magyar szöveg: Tóth Gábor
- Hangmérnök: Tóth Péter Ákos
- Vágó: Simkóné Varga Erzsébet
- Gyártásvezető: Kincses Tamás
- Szinkronrendező: Nikodém Zsigmond
- Produkciós vezető: Hagen Péter

A szinkront a Mafilm Audio Kft. készítette el.

## A film készítése

### Fejlesztés
Tom Hardy 2018 augusztusában fedte fel, hogy ő három darab Venom filmre írt alá a Sonyhoz. 2021 szeptemberében Hardy megjegyezte, hogy a Sonynak tovább kell terveznie az univerzumukat, így elképzelhető a Venom 3., de azt is elmondta, hogy szívesen csatlakozna a Marvel-moziuniverzumhoz (MCU), mint Venom. Andy Serkis, a Venom 2. – Vérontó rendezője kifejezte érdeklődését a harmadik Venom film megrendezésére is, hiszen úgy vélte, hogy sok mindent kell véghez vinni a karakterrel, mielőtt találkozna Pókemberrel, beleértve a Ravencroft intézeten belüli események kibontását is Októberben Tom Holland elmondta, hogy Amy Pascal producerrel beszélgetett arról, esetleg megismételné-e Pókember szerepét a Venom lehetséges folytatásaiban azután, hogy archív felvételeken már feltűnt a Venom 2. – Vérontó stáblistás jelenetében, valamint miután Venom feltűnt a Pókember: Nincs hazaút stáblistás jelenetében. Még decemberben Pascal azt nyilatkozta, hogy a Venom 3. már a „tervezési szakaszban” tart. 2022 áprilisában a CinemaConon a Sony Pictures megerősítette, hogy a Venom 3. fejlesztés alatt áll. Júniusban Hardy elmondta, hogy Kelly Marcel és ő írják a forgatókönyvet úgy ahogy a korábbi Venom filmeknél is tették. 2022 októberében bejelentették, hogy Marcel nem csak a forgatókönyvet írja, hanem ez lesz első rendezése is. Még ebben a hónapban azt is bejelentették, hogy Avi Arad, Matt Tolmach, Pascal, Hutch Parker és Hardy producerekként is visszatérnek. Elárulták, hogy a film valószínűleg lezárja majd a Venom trilógiát. Serkis elárulta, hogy a közelgő Animal Farm projektje miatt nem tudta elvállalni a film rendezését. Bejelentették, hogy a filmet az Arad Productions, a Matt Tolmach Productions, a Pascal Pictures, a Hutch Parker Entertaiment és a Columbia Pictures producereli.

### Előkészítés
Hardy 2023 februárjában felfedte, hogy elkezdődött a film előgyártása. A hírek szerint Juno Temple áprilisban kezdett gyártalni egy ismeretlen főszerepről kapcsolatban. Májusban elárulták, hogy a forgatás valószínűleg júniusban kezdődik Londonban, és hogy a Chiwetel Ejiofor is csatlakozott a szereplőgárdához. Júniusban azt kezdték terjeszteni, hogy a film premierjét 2024 októberére tűzték ki.

### Forgatás
A fő forgatás 2023. június 26-án kezdődött a spanyolországi Cartagenában, Los Mateos államban, valamint a Calblanque Regional Park-ban. Bejelentették, hogy Fabian Wagner (Az igazság ligája) lett a film operatőre, miután a Venom 2. – Vérontó című filmben is operatőrként dolgozott. A 2023-as SAG-AFTRA sztrájk miatt a forgatás július közepén leállt.

## Megjelenés
A filmet 2024. október 25-én fogják bemutatni az Amerikai Egyesült Államokban, míg Magyarországon egy nappal korábban számíthatunk rá.
A Sony 2021 áprilisában szerződést írt alá a Netflixszel és a Disney+-szal a 2022–2026-os filmjeik streaming- és otthoni kiadásos jogairól. A Netflix még aláírt egy „pay 1 window” streaming jogot, mely 18 hónapra szól, mely magába foglalja a Venom 2. – Vérontót és az azután következő Venom filmet is; a Disney pedig aláírt egy „pay 2 window” jogot a filmekhez, mely a Disney+-ra, a Hulu-ra és a Disney más tévécsatornáira vonatkozik.

## Fordítás
Ez a szócikk részben vagy egészben az Untitled Venom: Let There Be Carnage sequel című angol Wikipédia-szócikk ezen változatának fordításán alapul. Az eredeti cikk szerkesztőit annak laptörténete sorolja fel. Ez a jelzés csupán a megfogalmazás eredetét és a szerzői jogokat jelzi, nem szolgál a cikkben szereplő információk forrásmegjelöléseként.